# Associazione Sportiva Giana Erminio 2023-2024
Questa voce raccoglie le informazioni riguardanti l'Associazione Sportiva Giana Erminio nelle competizioni ufficiali della stagione 2023-2024.

## Rosa
La rosa tratta dal sito ufficiale è aggiornata al 13 maggio 2024.
| N. |                    | Ruolo | Calciatore               |
| -- | ------------------ | ----- | ------------------------ |
| 1  | Italia (bandiera)  | P     | Carlo Pirola             |
| 2  | Italia (bandiera)  | D     | Thomas Boafo             |
| 3  | Italia (bandiera)  | D     | Filippo Groppelli        |
| 4  | Italia (bandiera)  | D     | Lorenzo Ferrante         |
| 7  | Italia (bandiera)  | C     | Daniele Pinto (capitano) |
| 8  | Italia (bandiera)  | C     | Marco Ballabio           |
| 9  | Italia (bandiera)  | A     | Tommaso Fumagalli        |
| 10 | Italia (bandiera)  | A     | Fabio Perna              |
| 12 | Italia (bandiera)  | P     | Samuele Magni            |
| 14 | Italia (bandiera)  | C     | Matteo Marotta           |
| 16 | Italia (bandiera)  | D     | Matteo Colombara         |
| 17 | Senegal (bandiera) | A     | Maguette Fall            |
| 18 | Italia (bandiera)  | C     | Christian Acella         |
| 19 | Italia (bandiera)  | D     | Michele Francolini       |

| N. |                    | Ruolo | Calciatore        |
| -- | ------------------ | ----- | ----------------- |
| 20 | Italia (bandiera)  | C     | Antonio Lamesta   |
| 21 | Italia (bandiera)  | C     | Claudio Messaggi  |
| 22 | Italia (bandiera)  | P     | Gioele Zacchi     |
| 23 | Italia (bandiera)  | D     | Lorenzo Caferri   |
| 24 | Italia (bandiera)  | C     | Andrea Franzoni   |
| 26 | Italia (bandiera)  | D     | Nicolas Previtali |
| 27 | Italia (bandiera)  | D     | Lorenzo Corno     |
| 30 | Italia (bandiera)  | A     | Matteo Barzotti   |
| 70 | Italia (bandiera)  | C     | Edoardo Gotti     |
| 73 | Italia (bandiera)  | D     | Gabriele Minotti  |
| 77 | Italia (bandiera)  | D     | Andrea Piazza     |
| 90 | Italia (bandiera)  | A     | Francesco Verde   |
| 97 | Senegal (bandiera) | A     | Mbarick Fall      |